# 克里斯托弗·鲍伊
克里斯托弗·鲍伊（英語：Christopher Bowie，1966年11月21日—），加拿大男子游泳运动员。他曾代表加拿大参加1990年英联邦运动会游泳比赛，获得一枚铜牌。他也曾参加1992年夏季奥林匹克运动会。